# 国民外交协会 (1932年成立)
国民外交协会是中华民国1932年3月成立的一个民间组织，宣传抗日救国。

## 成立
1932年3月，南京国民政府的部分立法委员、监察委员发起成立“国民外交协会”。1932年9月，创刊《国民外交杂志》。
该会的主要人员如下（立法委员注明“立”字，监察委员注明“监”字）：
- 国民外交协会第一届执行委员有：刘盥训（立）、李梦庚（监）、李祝庭、刘莪青（立）、田炯锦（立）、周四维、吴景鸿、瞿国春、王仁辅、杨秀夫、马鑑堂、王凤岑、郑螺生（监）。
- 国民外交协会第二届执监委员有：刘盥训、李梦庚、田炯锦、周四维、马鑑堂、刘莪青、周纬（立）、张于浔、张逸云、张维翰（立）、郗朝俊（立）、王宗一、杨秀夫、郑螺生、张凤九（立）、申梦奇、彭养光（立）、南琴轩、王军原、王景岐。
- 国民外交协会第二届候补执监委员有：李治平、王用宾（立）、邵鸿基（监）、蒋质夫、尤少铭、郭仙舫、王德卿、陶玄（立）、李世庸、郭子彬、马鹤天、鲁彦、李少轩、杨公达（立）。
- 国民外交协会第二届常务委员有：李梦庚、周纬、刘盥训
- 经费保管委员有：田炯锦、彭养光、李梦庚、周纬、刘盥训
- 各股主任为：
  - 文书股主任：郗朝俊
  - 事务股主任：陶玄
  - 交际股主任：邵鸿基
  - 宣传股主任：张于浔
  - 编辑股主任：周四维
  - 会计股主任：王德卿

- 协会会员中是立法委员者还有：冯兆异、刘克儁、罗鼎、朱和中、陈长蘅、郑忾辰、黄右昌、史维焕、焦易堂、楼桐孙、蔡瑄、刘师舜等[1]
- 协会会员中是监察委员者还有：姚雨平、于洪起、高友唐等[1]

到1932年11月，国民外交协会的会员已经发展至400余人。
1932年9月出版的《国民外交特刊》发表了《国民外交协会宣言》。宣言主要内容分为六个方面：
1. “我国民为自卫计，只有长期抵抗之一途。而长期抵抗，必使全国民皆为战斗之一员。虽事有分工，而各有其对外之责任，此宜团结民众，共同对外者一也。”
2. “古今来辱国丧权之政府，皆国民之放弃责任所造成。使国民一面为政府之后援，一面为政府之监视。保持主权领土，还我完整之中华民国。”
3. “日本之所以诬我者，曰华人性善排外，曰东三省本非我国之领土，曰中国为无组织之国家，曰日本在东三省有特殊之权利，颠倒雌黄，传播世界，欧美各国之观察，未尝不为所动摇。……我国家受此诬辱，而无国际宣传之力以自白于天下。壇坫之间，时受牵制。调查事实，传达于各国之前，使我酷爱和平之民族，不为阴谋强暴者所垢诬。又其一也。”
4. “日本侵略我国，为有计划之行动。东三省天津上海层层相因，策略一贯。受其害者，皆我国之土地与人民。国人勿谓东三省已亡，而上海不可亡，上海宜速结，而他处可为悬案。况所谓长期抵抗者，未失之领土不可失，已失之领土必收回，不可偏重，不可分割。”
5. “我东省自有守土之长官，挟有雄厚之武力，竟略无抵抗，拱手而奉于仇雠，律以国法，无所逃罪。政府置而不问，失政刑矣。……是宜请政府责成张学良从速出兵，收回失地，以赎前愆。”
6. “二十年之内争，国家元气，剥丧尽矣。养百余万之冗兵，对外乃不能一战。以四千余年之文明古国，乃为岛夷所侵凌。……今且不暇深论既往，窃望自今后化除私意，共御外侮。泯灭内讧，捍卫国家。”

国民外交协会的活动经费及办刊经费均由协会的负责人尤其是刘盥训筹募，其中有些来自军政要人捐款，如傅作义捐款两次，每次200元（《国民外交杂志》全年定价1元8角），孙殿英在1933年底捐款200元，宋哲元在1934年初以29军的名义捐款100元。周纬在国民外交协会第三次全体大会上说：“本会经费全由刘孚若先生一人筹募，在此国难的时候，金融吃紧之际，刘先生不辞劳苦，抱着救国热诚，自己贴着路费，南北奔走，向自己的朋友中热心爱国者募捐，每一项捐款，须跑好几次。”

## 活动
该协会的部分主要活动有：
- 1932年10月，国民外交协会致电中国出席日内瓦国际联盟会议代表颜惠庆、郭泰祺、顾维钧称，“中国人民决不承认调查团报告书之建议，请完全保持东三省之主权及领土”。
- 1932年11月8日，国民外交协会公开发表否认国际联盟李顿调查团报告书的宣言，并于11月9日在《中央日报》刊登，“对报告书敬谢其好意，拒绝侵我主权之建议，望国人自觉速谋抵抗。”
- 国民外交协会曾经致电慰问在长城抗日的朱庆澜、商震、宋哲元、孙殿英等将领，商震回电感谢。
- 1933年6月，国民外交协会致函美国外交部门，赞成罗斯福总统“对于军缩之主张”，后来美国驻华大使詹森遵照美国外交部训示，复函表示感谢。
- 1933年9月，国民外交协会致电正在庐山召开会议的“蒋委员长汪院长孙院长宋部长及各委员”，称“日本以暴力占领东四省，制造伪国，国联及世界各国，均已正式宣言否认合法。顷闻日本以种种卑劣手段，诱迫政府当局，与之妥协，美名为中日亲善，以图掩世界各国之耳目。国人誓死不能承认。务望我政府当局，勿受其愚，始终本收复失地之目的，坚持到底。”
- 1933年10月22日，国民外交协会派周纬赴日本领事馆访问日本驻比利时公使、前国际联盟副秘书长杉村阳太郎，探询其对中日关系的见解。事后，《国民外交杂志》发表谈话纪要，指出日本“文治派”与军部在侵略中国的问题上并没有本质区别。
- 1933年10月，国民外交协会推举立法委员彭养光出面接洽国民政府主席林森、行政院长汪精卫、考试院长戴季陶，介绍该协会的活动，提出对外交的意见。
- 1933年11月，国民外交协会决议以书面方式“呈请政府表示外交方针，并贡献本会之外交意见”，推举周四维会见外交部常务次长、具体参与对日本交涉的唐有壬，要外交部“应与本会合作，或协助本会取一致进行方式”。
- 1934年初，国民外交协会向外交部提出，让外交部代为将杂志分别寄给欧洲、美国各报馆，以扩大影响。外交部政务次长徐谟复函称，可将杂志送交外交部转寄。不久，国民外交协会获悉驻苏联大使颜惠庆归国，乃致函外交部情报司李司长，提出请颜惠庆和该协会负责人座谈。

## 《国民外交杂志》
1932年9月，国民外交协会出《国民外交特刊》。1932年10月，出《国民外交杂志》第1卷第1期，为月刊，至少出至1935年2月第5卷第5期。
为《国民外交杂志》撰文者主要有：刘盥训、周纬、田炯锦、刘宇光、李祝庭、马鹤天、姚亚英等，以及楼桐孙、明终寄、胡文炳、吴雄久、黄右昌、张之江、于能模（伯度）等。